# Burn-Kliffs
Die Burn-Kliffs sind zwei 455 m hohe Felsenkliffs auf der westantarktischen Alexander-I.-Insel. Sie ragen am Kopfende des Haydn Inlet westlich des Mount Ethelwulf in der Douglas Range auf.
Die Kliffs wurden mithilfe von Luftaufnahmen der United States Navy von 1966 und Landsat-Aufnahmen vom Januar 1947 kartiert. Das UK Antarctic Place-Names Committee benannte sie 1977 nach dem Geologen Richard William Burn (* 1954) vom British Antarctic Survey, der bei den Kampagnen von 1975 bis 1976 und von 1976 bis 1977 auf der Adelaide- und der nördlichen Alexander-I.-Insel tätig war.